# ФК Блекпул
ФК Блекпул (енгл. Blackpool Football Club) је енглески професионални фудбалски клуб из Блекпула, приморског града на северозападу Енглеске. Тренутно се такмичи у Чемпионшипу, након што је у сезони 2010/11. испао из Премијер лиге заузевши 19. место, у коју се пласирао у сезони 2009/10. преко плеј-офа. То је било прво учешће клуба у Премијер лигу од њеног настанка 1992, а прво учешће у елитном рангу од 1971. Клуб се за последњих девет година попео за чак четири ранга, а држе рекорд као једини тим који се пласирао у више рангове кроз плеј-оф.
Од 1901. клуб као домаћин утакмице игра на Блумфилд роуду, стадиону капацитета 16.220 места. Локални ривал клуба је ФК Престон Норт Енд.
Највећи успех клуба је освајање ФА купа 1953, када је побеђен Болтон вондерерс са 4:3, иако је Блекпул губио са 1:3. Блекпул је још два пута био финалиста ФА купа, 1948. и 1951. Најслабији резултат клуба је био у сезони 1982/83. када је заузео 21. место у четвртој енглеској лиги.

## Успеси
- ФА куп
  - Победник (1): 1953.
  - Финалиста (2): 1948, 1951.
- Фудбалски лига Трофеј
  - Победник (2): 2002, 2004.

## Стадион
Блекпул своје домаће утакмице на Блумфилд роуд игра још од 1901. године, а назван је по улици у којој се некада налазио главни улаз на стадион. Тренутни капацитет стадиона је 12.555, након отварања нове јужне трибине у марту 2010. А привремено ће бити постављена монтажна источна трибина, која ће капацитет стадиона повећати на 16.220 места.
Између септембра 1900. и маја 2010. Блекпул је одиграо укупно 2.106 лигашких утакмица на Блумфилд роуду. Највећа посета је била 17. септембра 1955, када је мечу против Вулверхемптона присуствовало 38.098 гледалаца.

## Лигашка историја
| - 1889–1896: Ланкашир лига - 1896–1899: 2. дивизија (2. лига) - 1899–1900: Вратио се у Ланкашир лигу - 1900–1915: 2. дивизија (2) - 1915–1919: Лига није играна због Првог светског рата - 1919–1930: 2. дивизија (2) - 1930–1933: 1. дивизија (1) - 1933–1937: 2. дивизија (2) - 1937–1939: 1. дивизија (1) - 1939–1946: Лига није играна због Другог светског рата - 1946–1967: 1. дивизија (1) - 1967–1970: 2. дивизија (2) |  | - 1970–1971: 1. дивизија (1) - 1971–1978: 2. дивизија (2) - 1978–1981: 3. дивизија (3) - 1981–1985: 4. дивизија (4) - 1985–1990: 3. дивизија (3) - 1990–1992: 4. дивизија (4) - 1992–2000: 2. дивизија (3) - 2000–2001: 3. дивизија (4) - 2001–2007: 2. дивизија/Прва лига (3) - 2007–2010: Чемпионшип (2) - 2010–тренутно: Премијер лига (1) |

- Сезона проведених у првој лиги: 28
- Сезона проведених у другој лиги: 46
- Сезона проведених у трећој лиги: 22
- Сезона проведених у четвртој лиги: 7